# Кінотеатр «Спартак» (Сімферополь)
Кінотеатр «Спартак» — кінотеатр у Сімферополі.

## Опис
Знаходиться в центрі міста, в пішохідній зоні, на вулиці Пушкіна, 9. Має зали на 133, 82 та 40 місць.
До російської окупації був є одним з найсучасніших і успішних кінотеатрів Криму.

## Історія
Почав працювати в 1910 році під назвою «Лотос». Тоді вміщав 400 глядачів. У 1929 році його було перейменовано на кінотеатр «Спартак». Будівля мала дві зали й головний хол.
Кінотеатр лишився в спогадах академіка Ігоря Васильйовича Курчатова, що закінчив першу чоловічу гімназію в Сімферополі. У 1921 р. він працював сторожем у кінотеатрі «Лотос».
У 2006 році почалася реконструкція кінотеатру. У новому вигляді почав працювати 29 липня 2006 року. Має зали «Капітолій» і «Форум».
20 травня 2010 року став першим у Криму кінотеатром із двома цифровими залами, із літа того ж року — першим у Сімферополі з 3D технологіями.
У вересні 2013 року був відкритий третій зал, який завдяки своїй камерності і затишності був названий VIP-залом.